# Одесский городской дельфинарий
Оде́сский городско́й дельфина́рий «Не́мо» находится в Одессе, в районе пляжа «Ланжерон». Был открыт 1 июня 2005 года.

## Обзор
В 2003 году объединились энтузиасты и специалисты по содержанию и воспитанию морских млекопитающих, ими было принято решение по строительству в Одессе стационарного круглогодичного дельфинария. К весне 2004 года были произведены все подготовительные работы и началось строительство. 1 июня 2005 года состоялось торжественное открытие, приуроченное к Международному дню защиты детей.
В дельфинарии можно увидеть представления с участием черноморских дельфинов, белух, а также морских котиков, поплавать с дельфинами и даже пройти оздоровительный курс «дельфинотерапии».
В Одесском городском дельфинарии 27 мая и 21 июня 2013 года родились два дельфиненка — мальчик и девочка. В августе 2007 году впервые за 10 лет среди всех дельфинариев Украины родился дельфинёнок именно здесь. Всего за 9 лет работы Международной сети дельфинариев «Немо», которая выросла с Одесского дельфинария, родилось 16 дельфинят[обновить данные].